# Sebelat
Sebelat is een bestuurslaag in het regentschap Natuna van de provincie Riau-archipel, Indonesië. Sebelat telt 472 inwoners (volkstelling 2010).